# Kati (krets)
Kati är en krets i Mali.   Den ligger i regionen Koulikoro, i den sydvästra delen av landet, 24 km väster om huvudstaden Bamako. Antalet invånare är 948 128. Arean är 16 897 kvadratkilometer.